# 古巴人
古巴人（西班牙語：Cubanos）是指出生在古巴並且拥有古巴公民身份的人。古巴是一个多民族国家，境內居住着不同种族、宗教和民族背景的人。

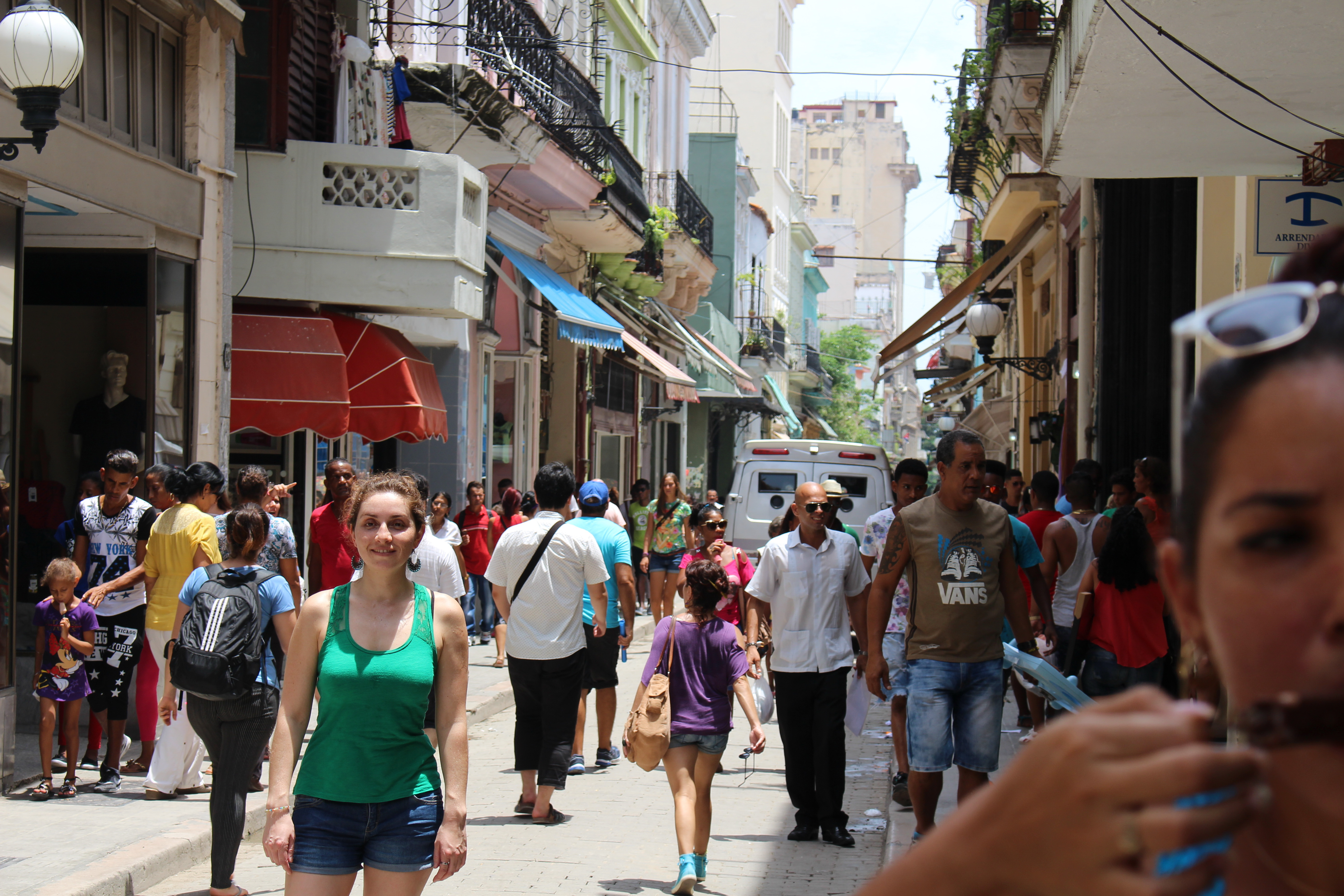
2016年，拍攝於哈瓦那旧城

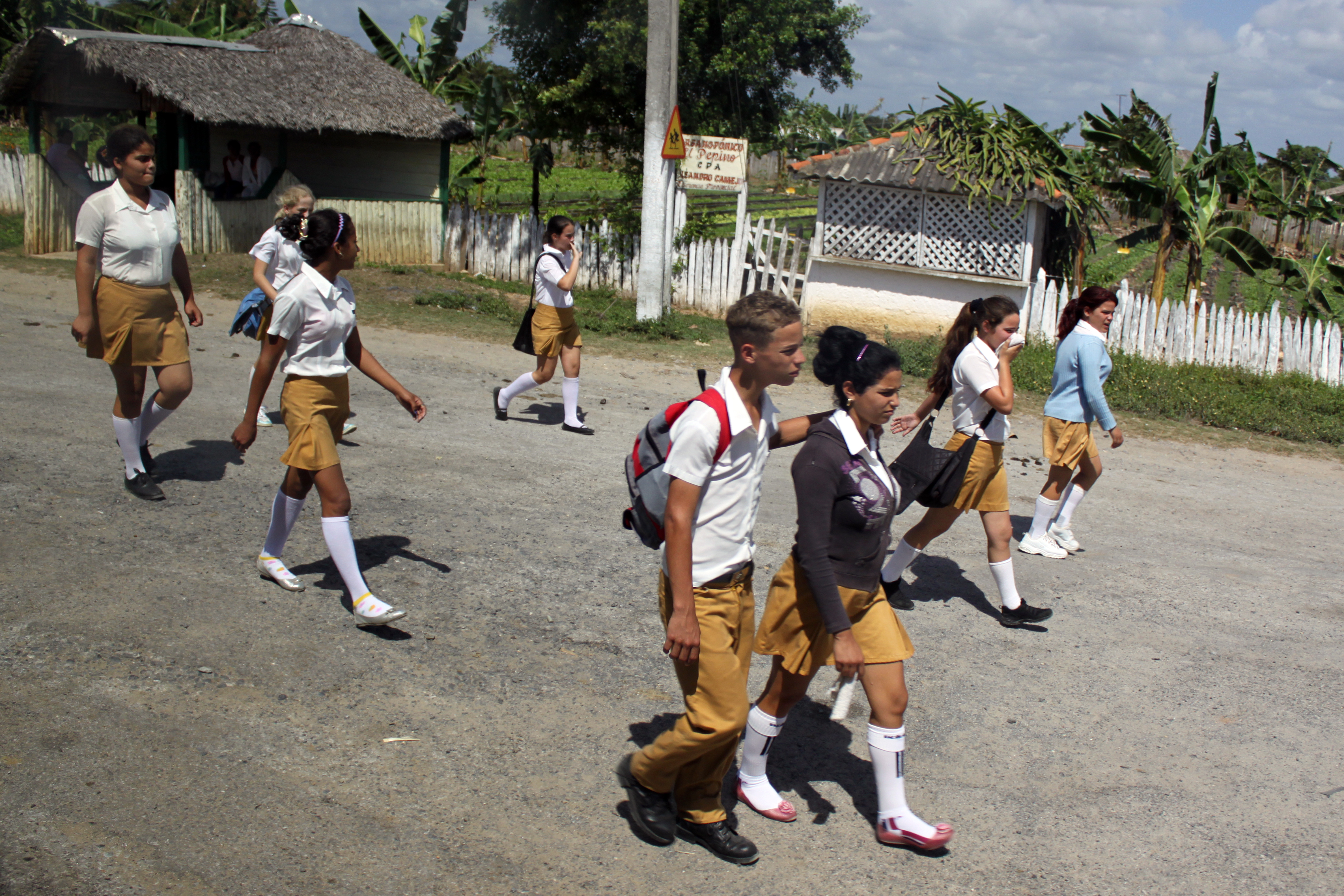
比那尔德里奥省的古巴儿童（2012 年）

根據2012年的古巴人口普查，64.1% 的居民認為自己是白人。根据古巴的基因检测（2014年），在自認為是白人的人群中，具有欧洲、非洲和美洲原住民血统的比例分别为86%、6.7%和7.8%。大多数具有欧洲血统的古巴人祖先来自西班牙。因為在18世纪、19世纪和20世纪初期，不少人从西班牙移民到古巴。除了西班牙人之外，還有一些古巴人的祖先是英格蘭人、法兰西人、德意志人、爱尔兰人、義大利人、波蘭人以及蘇格蘭人。而祖先是希臘人、葡萄牙人、羅馬尼亞人和俄羅斯人的古巴人則比較少。
根據2012年古巴人口普查，非洲裔古巴人口为9.3%。大约有130万的古巴人認為自己是黑人。根据2014年的基因检测，在自認為是黑人的古巴人當中，具有非洲、欧洲和美洲原住民血统的比例分別為65.5%、29%以及5.5%。
根據2002年古巴人口普查，东亚裔古巴人占古巴總人口的1.02%。他们主要是19世纪的華人勞工後代。

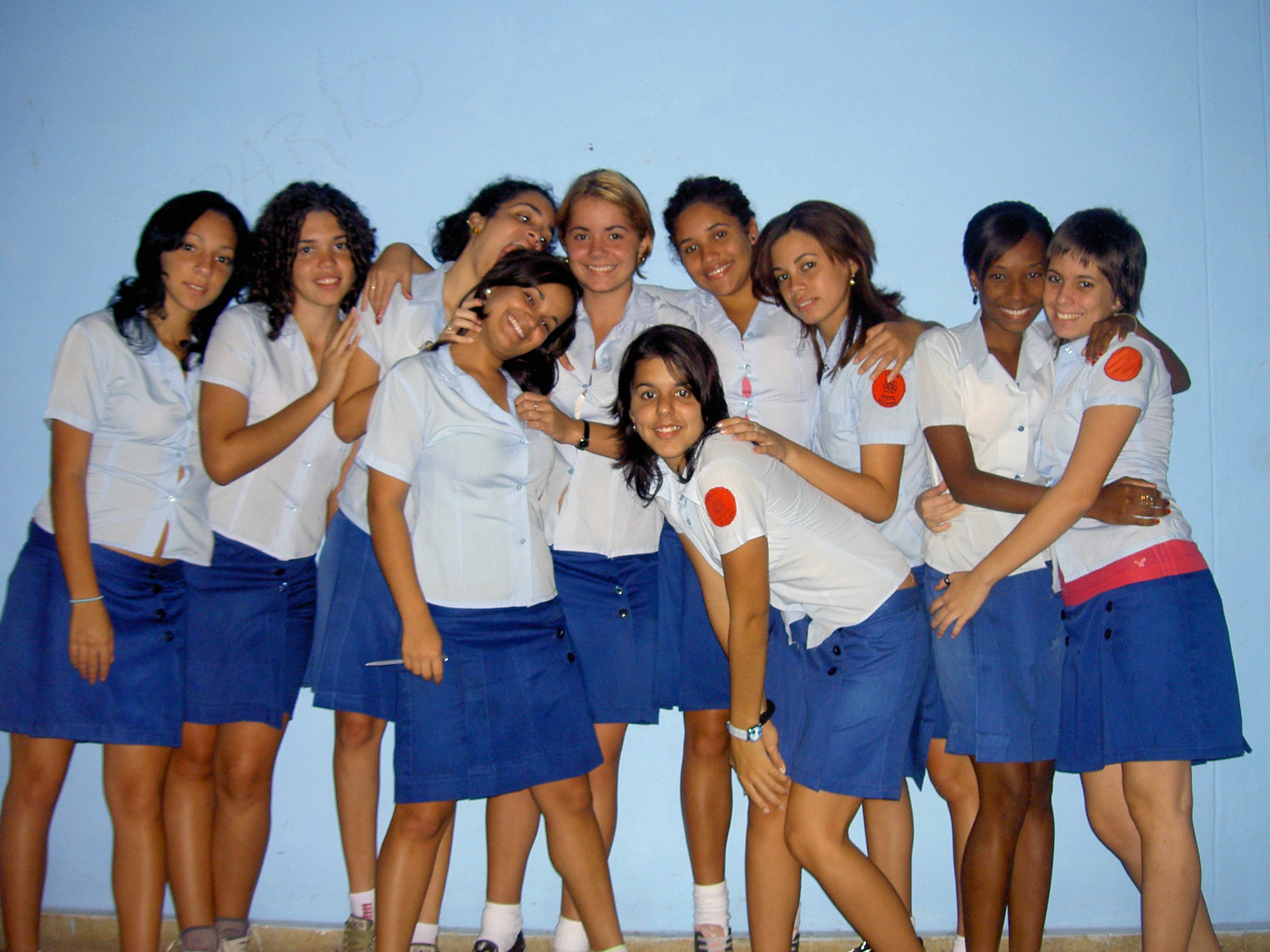
哈瓦那列宁高中学生，攝於2009年